# Copa Newton

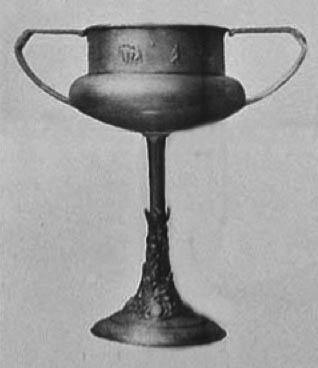
Die Copa Newton

Die Copa Newton war ein Fußballwettbewerb zwischen den Fußballnationalmannschaften von Argentinien und Uruguay. Der Wettbewerb wurde zwischen 1906 und 1976 insgesamt 27 mal ausgespielt, wobei pro Jahr jeweils nur eine Begegnung ohne Rückspiel immer im Wechsel in Argentinien und Uruguay ausgetragen wurde. Wurde bis 1930 mit wenigen Ausnahmen regelmäßig jährlich gespielt, erfolgte die Austragung danach nur noch sporadisch. Im Falle eines Unentschieden ging die Trophäe an das Auswärtsteam. Rekordsieger ist mit 17 Titeln Argentinien.
Eine weitere Trophäe um die nach demselben Prinzip zwischen Argentinien und Uruguay gespielt wurde, war die Copa Lipton. Um diese fanden zwischen 1905 und 1992 29 Spiele statt.
| Jahr | Ergebnis            |
| ---- | ------------------- |
| 1906 | ARG – URU 2:1 (1:0) |
| 1907 | URU – ARG 1:2 (0:1) |
| 1908 | ARG – URU 2:1 (1:0) |
| 1909 | URU – ARG 2:2 (0:2) |
| 1911 | URU – ARG 2:3 (0:1) |
| 1912 | ARG – URU 3:3 (1:2) |
| 1913 | URU – ARG 1:0 (0:0) |
| 1915 | URU – ARG 2:0 (1:0) |
| 1916 | ARG – URU 3:1 (0:1) |
| 1917 | URU – ARG 1:0 (0:0) |
| 1918 | ARG – URU 2:0 (2:0) |
| 1919 | URU – ARG 2:1 (2:0) |
| 1920 | ARG – URU 1:3 (0:2) |
| 1922 | ARG – URU 2:2 (2:1) |
| 1924 | ARG – URU 4:0 (3:0) |
| 1927 | URU – ARG 0:1 (0:0) |
| 1928 | ARG – URU 1:0 (1:0) |
| 1929 | URU – ARG 2:1 (1:0) |
| 1930 | ARG – URU 1:1 (1:1) |
| 1937 | URU – ARG 0:3 (0:0) |
| 1942 | ARG – URU 4:1       |
| 1945 | ARG – URU 6:2       |
| 1957 | URU – ARG 0:0       |
| 1968 | URU – ARG 2:1       |
| 1973 | URU – ARG 1:1       |
| 1975 | ARG – URU 3:2       |
| 1976 | URU – ARG 0:3       |

| Rang | Land        | Titel |
| ---- | ----------- | ----- |
| 1    | Argentinien | 17    |
| 2    | Uruguay     | 10    |